# Vicente Otero Pérez
Vicente Otero Pérez, conocido como Terito, nacido en Villanueva de Arosa en 1918 y fallecido el 20 de enero de 1995, fue un empresario y contrabandista gallego.

## Biografía
Hijo de Eleuterio Otero (de donde procede su apodo, Terito), que atendía una tienda de ultramarinos y panadería en Deiro, Villanueva de Arosa. Se dedicó al estraperlo durante la dictadura franquista gracias a las relaciones con Nicolás Franco en la etapa en que era embajador de España en Lisboa, y amasó una fortuna. Posteriormente se dedicó al contrabando además de ser dueño de varios negocios: era propietario de una empresa de transporte de líquidos, accionista de una firma de aguas minerales y socio, con José Ramón Barral, de un concesionario de automóviles.
Fue directivo del Real Club Celta de Vigo, desde diciembre de 1958 en una comisión gestora presidida por Antonio Crusat Pardiñas, y entre junio de 1959 y junio de 1962 como vicetesorero en la directiva presidida por el también contrabandista Celso Lorenzo Vila.
Fue un destacado militante de Alianza Popular, de la que recibió la insignia de oro y diamantes. Semanas antes de la redada de la Operación Nécora acudió como compromisario al congreso provincial de Alianza Popular en la Toja. Estaba incluido en la relación de personas a detener en la redada del 12 de junio de 1990, pero casualmente no lo encontraron en casa. Después de varias semanas en paradero desconocido, se entregó al juez y fue puesto en libertad sin cargos. Cuando volvió a Cambados recibió un homenaje popular.[cita requerida] Falleció con 76 años de edad, a causa de un cáncer.